# Centralny Rynek Ozerka w Dnieprze
Rynek Centralny lub Ozerka w Dnieprze - centralne targowisko w mieście Dniepr, największe na Ukrainie pod względem obrotu.
Do roku 1880 na miejscu dzisiejszej hali znajdowało się jezioro. Rozwój miasta spowodował konieczność jego zasypania. Na powstałym w ten sposób placu bardzo szybko pojawiły się stragany handlowe, a miejsce zaczęto nazywać "Oziernym" (jeziornym). Dzisiaj targ nosi oficjalną nazwę "Ozerka - centralny rynek" (ukr. «Озерка» - Центральний ринок).
Na placu mieści się wiele sklepów. Znajduje się on tuż obok głównej ulicy miasta - prospektu Karola Marksa. W 2004 targ sprywatyzowano sprzedając go protegowanej firmie.